# Ciocârlie orientală
Ciocârlia orientală (Alauda gulgula) este o pasăre cântătoare mică din familia Alaudidae, care se găsește în sudul, centrul și estul Palearcticii. La fel ca și alte ciocârlii, se găsește în pășunile deschise, unde se hrănește cu semințe și insecte.

## Taxonomie
Ciocârlia orientală a fost descrisă de naturalistul englez James Franklin în 1831 și a primit numele binomial Alauda gulgula. Semnificația epitetului specific gulgula este incertă, dar este probabil o referire la cântecul său, deoarece gula este latinescul pentru „gât” sau poate fi de culoarea „gulgula” sau a unei prăjituri care arată ca o gogoașă făcută în multe părți ale Indiei Centrale.

## Descriere și comportament
Ciocârlia orientală are aproximativ 16 cm lungime. Este foarte asemănătoare cu ciocârlia de câmp. Are penajul superior cu dungi, galben-maroniu, cu pene exterioare albe ale cozii și o creastă scurtă. Ambele sexe sunt similare.
Cuibărește în terenurile cultivate și stepele naturale din sudul și centrul Asiei.

## Galerie

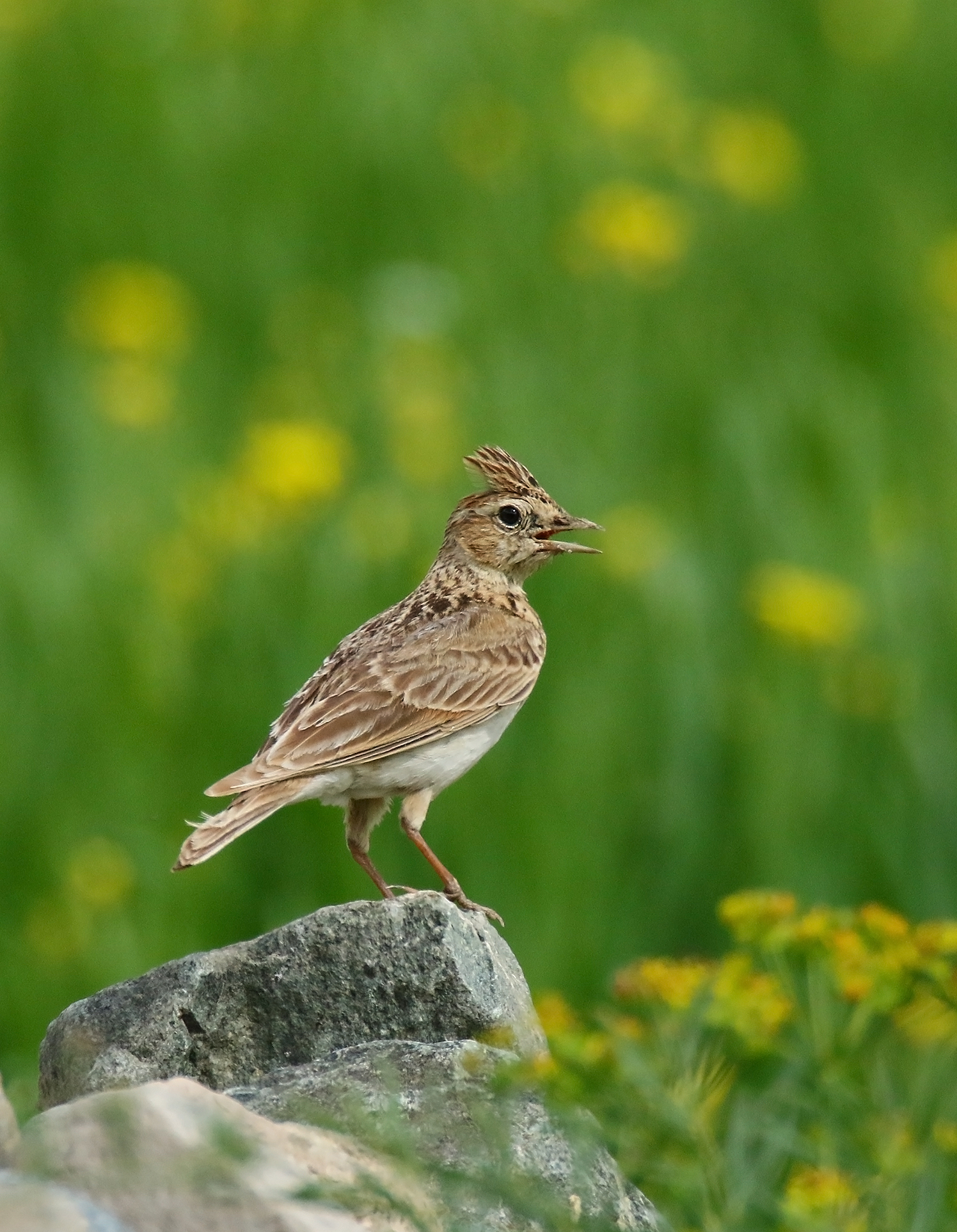
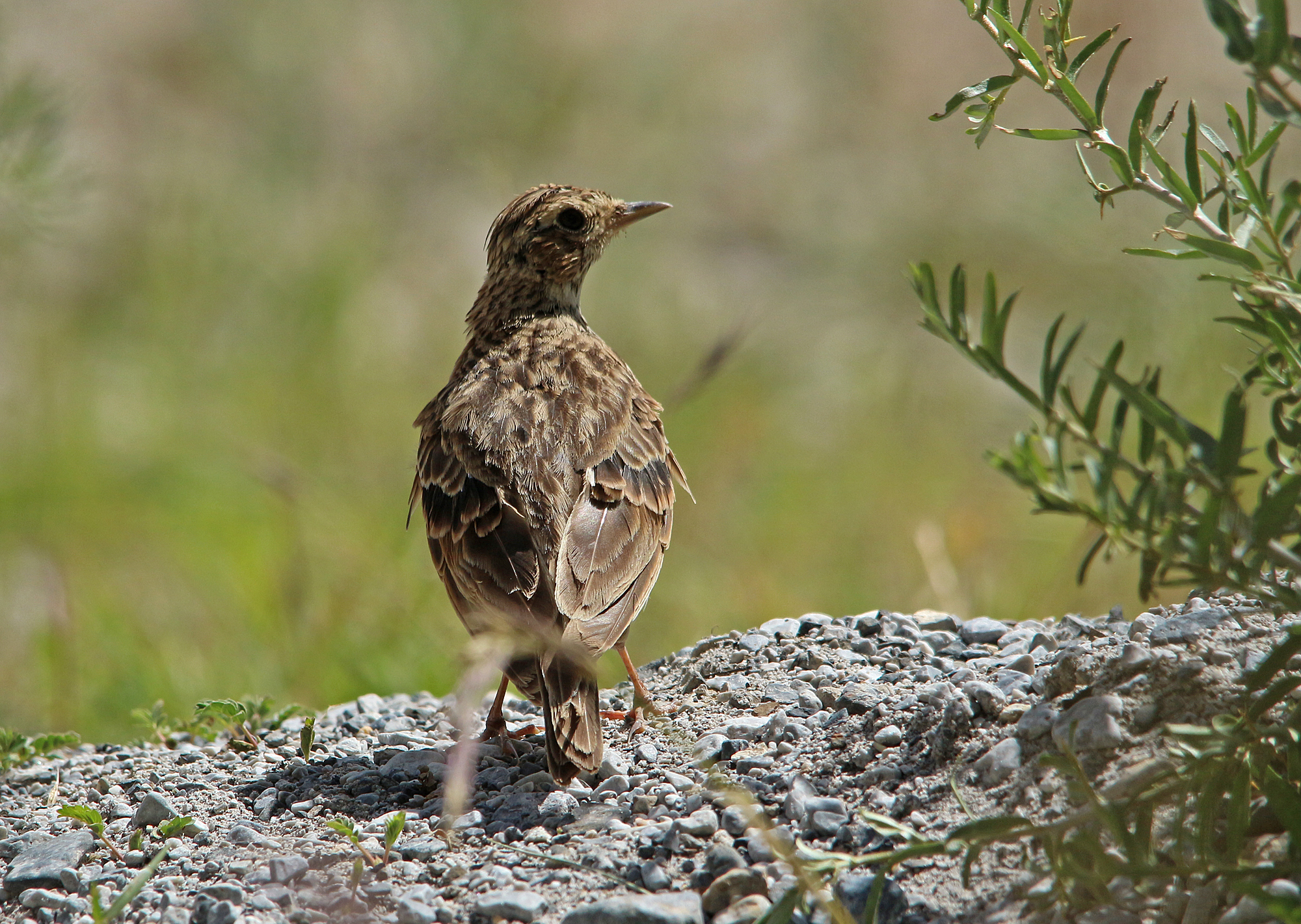
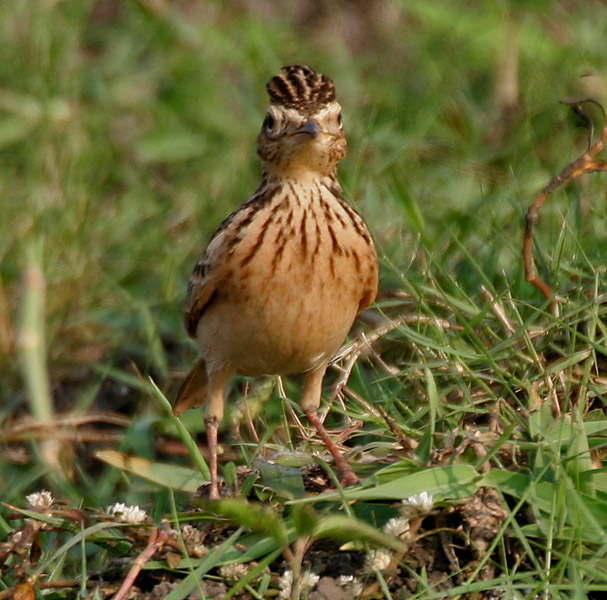
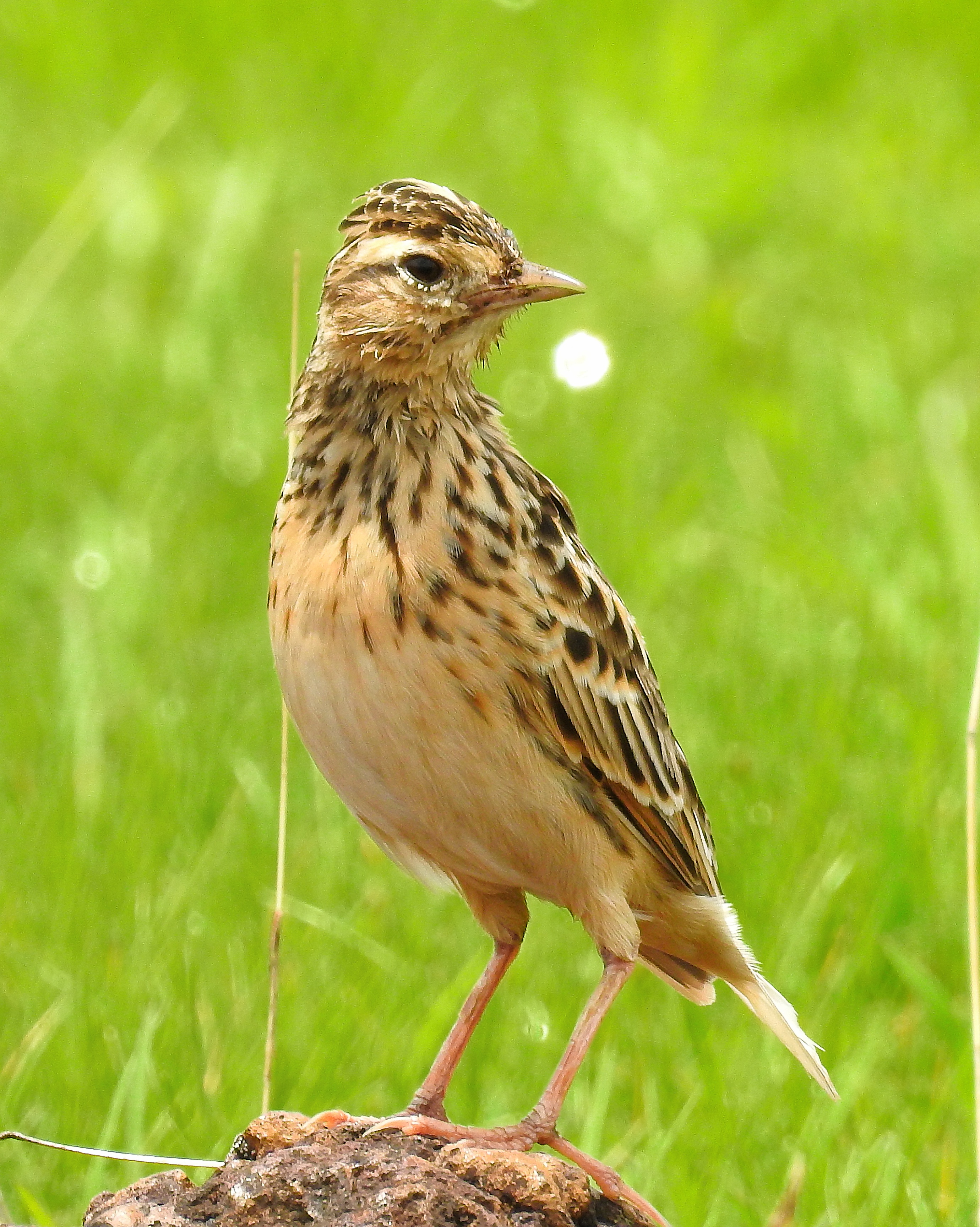
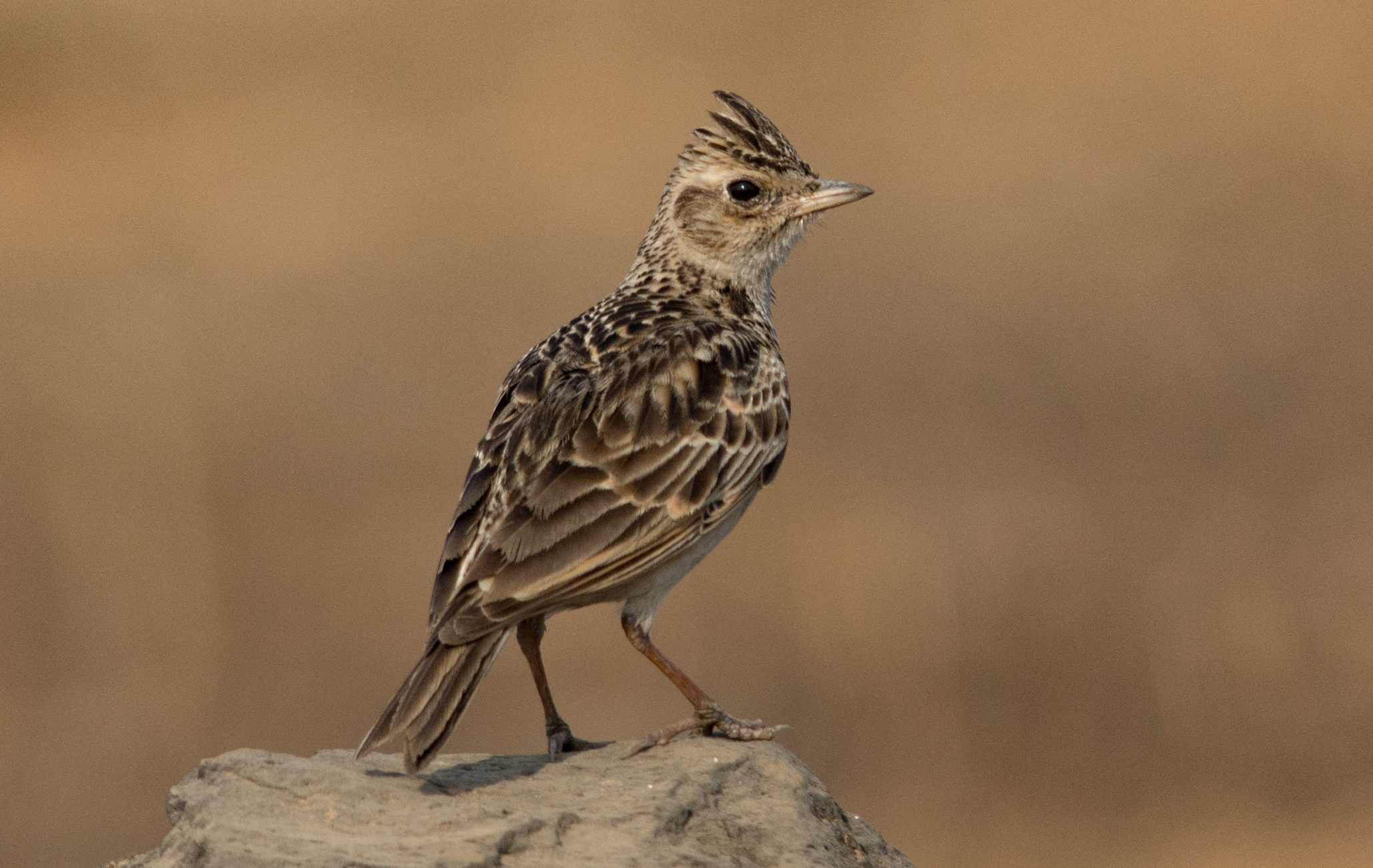
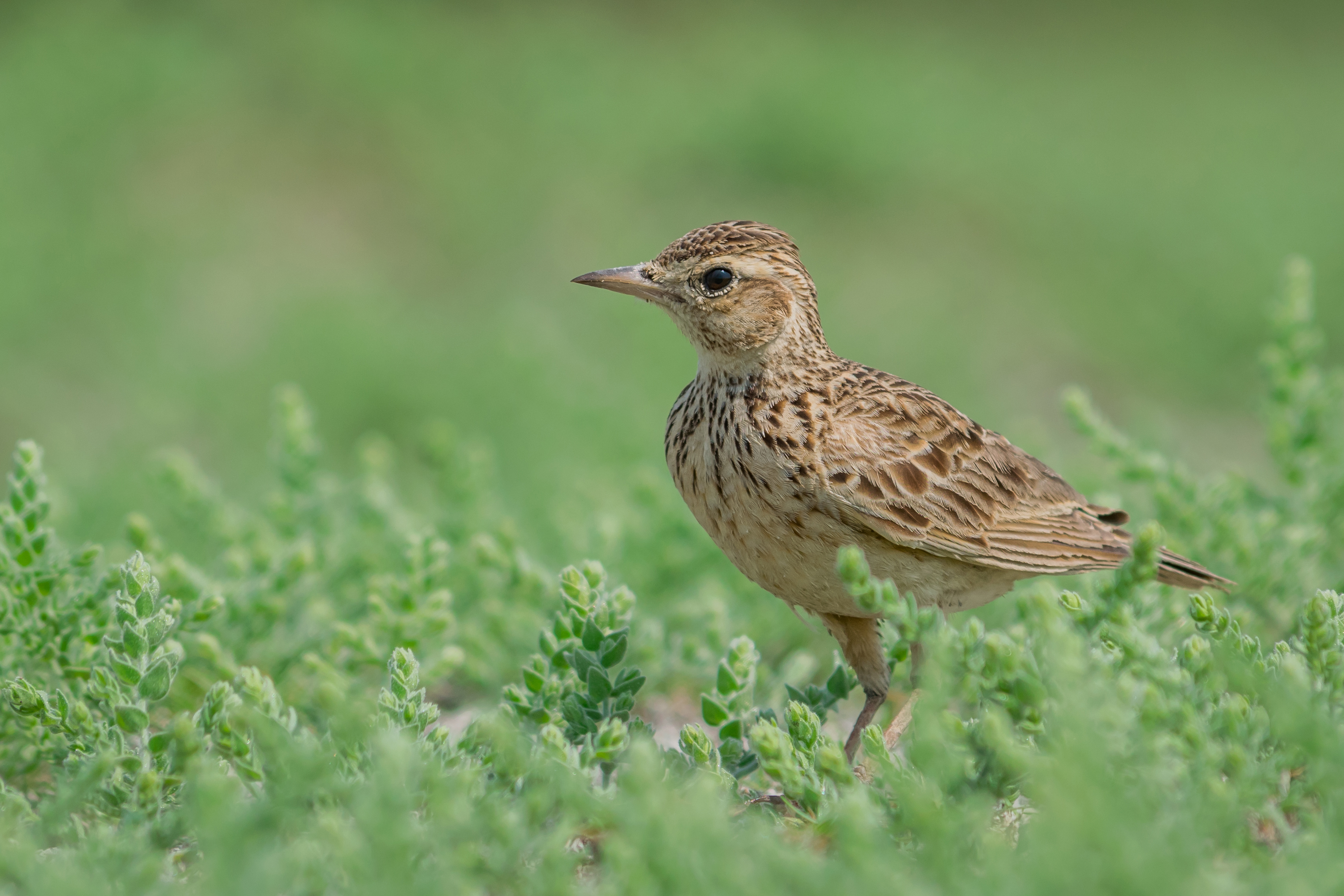
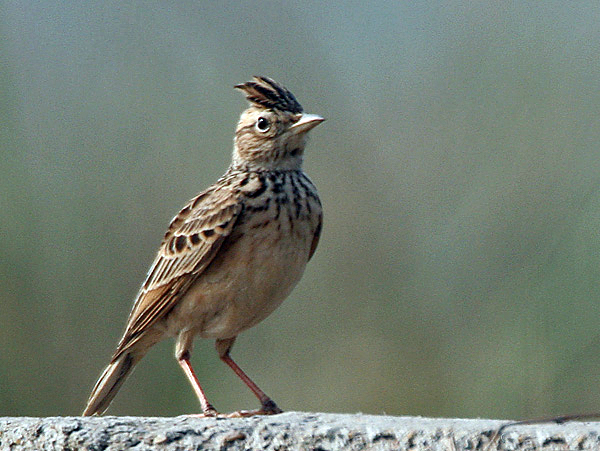